# Băița
Băița es una comuna ubicada en el distrito de Hunedoara, Rumania.

## Superficie
Cuenta con una superficie de 111,4 kilómetros cuadrados.

## Demografía
Hasta 2021 la población era de 3113 habitantes, con una densidad de población de 27,94 habitantes por kilómetro cuadrado.